# Aclista bispinosa
Aclista bispinosa is een vliesvleugelig insect uit de familie van de Diapriidae. De wetenschappelijke naam van de soort is voor het eerst geldig gepubliceerd in 1967 door Wall.